# Diamond DA20
El Diamond DA20 Katana/Eclipse/Evolution es un avión monomotor de doble asiento y ala baja diseñado por Diamond Aircraft para el entrenamiento de vuelo aunque también es usado para vuelo privado.
El modelo DA20 es fabricado en Ontario, Canadá, mientras que el DV20 es producido en Austria

## Desarrollo
El primer modelo fue el DA20-A1 Katana, producido en Canadá en 1994, que llevaba un motor Rotax 912. Fue el primer avión de Diamond Aircraft disponible en venta en los Estados Unidos. La producción de los modelos Eclipse y Evolution empezó en 1998 también en Canadá. La producción de la A1 Katana se ha completado, pero la DA20-C1 todavía está siendo construida en 2010.
El DA20-A1 y C1 están certificados bajo CAR 523 en Canadá y FAR 23 en los EE. UU. La DA20 está certificada en la categoría de utilitario. En 2004 Diamond recibió el certificado Chino para el DA20, y ambos modelos también tienen el certificado JAA.
Aunque el DA20 está disponible con la instrumentación y la aviónica adecuada para el vuelo bajo reglas de vuelo por instrumentos (IFR), el fuselaje de plástico carece de protección contra el rayo y por lo tanto no califica para la certificación IFR.

## Diseño
Los mandos de la DA20 se basan en una palanca de control (control stick), al contrario de los mandos de cuernos, una carlinga de burbuja que ofrece gran visibilidad, ala baja y un tanque de combustible en la parte trasera de los asientos, cola en T.
Todo el fuselaje está fabricado en un compuesto de fibra de carbono y fibra de vidrio. La rueda delantera no se puede controlar con los pedales y los virajes en tierra han de hacerse con freno diferencial o con el timón de dirección a medida que se gana velocidad.
La cúpula de la DA20, fabricada en plástico recubierto de fibra de vidrio, posee dos pequeñas ventanas a los lados destinadas a la ventilación del interior. El diseño de la cubierta de la carlinga permite la entrada de mucha luz, lo que contribuye al aumento de la temperatura en el interior. Los asientos de la DA-20 no son ajustables, en cambio los pedales tienen varias posiciones fijas para la comodidad según la altura del piloto.
La Diamond DA-20 posee uno de los factores de planeo más altos de los aviones de su tipo siendo el de la DA-20 C1 11:1 y el de la DA-20 A1 14:1.

## Variantes

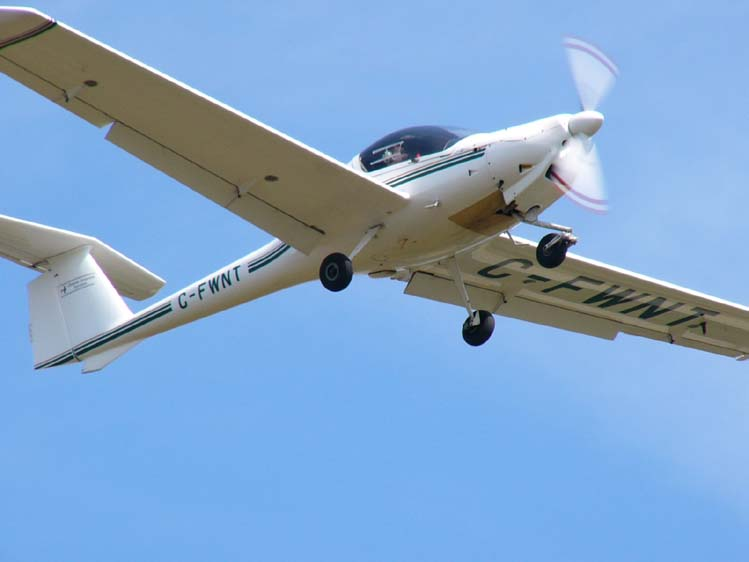
Diamond DA20 A-1 Katana (C-FWNT) en el Aeropuerto Internacional de Ottawa el 27 de agosto de 2005.

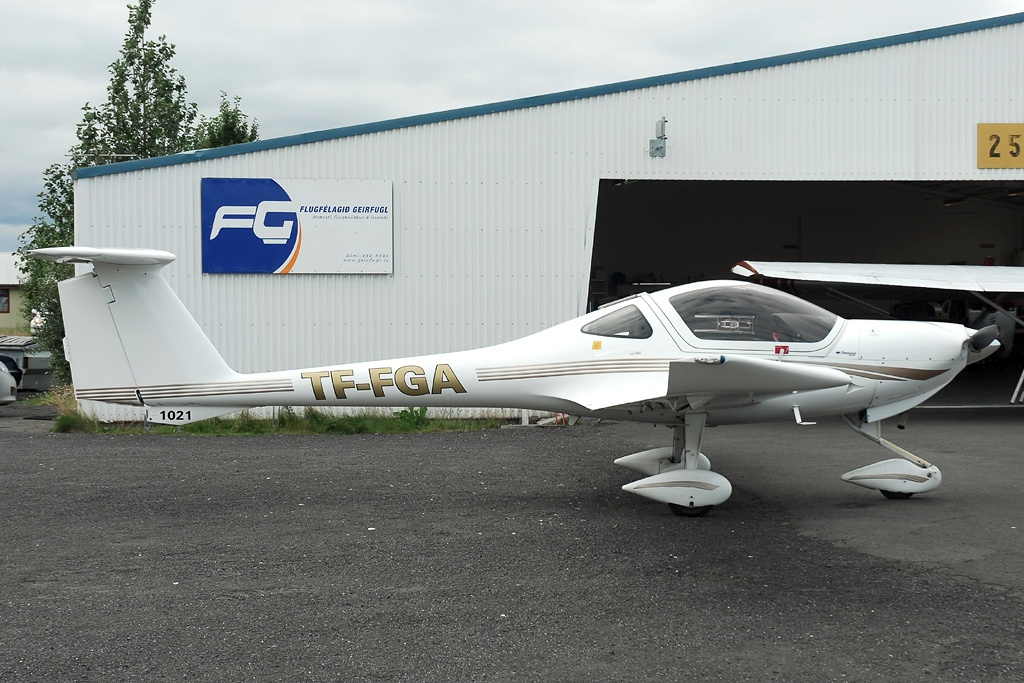
Diamond DA-20-C1 Eclipse.

DV20 A-1 "Katana"
Un desarrollo del motovelero HK36R, propulsado por un motor Rotax 912 de 80 Hp (60 kW) que fue certificado en 1993.
DA20 A-1 "Katana"
Desarrollo del DV20 propulsado por un motor Rotax 912 de 80 Hp (60 kW) que fue certificado en 1995.
DA20-100 "Katana 100"
Nombre utilizado en la comercialización y algunos modelos de aviones del año 1998. El nombre de "Katana" fue pintado en algunos aviones. Impulsado por un motor Continental IO-240 de 125 CV (93 kW). Con el fin de acomodar las 70 libras extra del IO-240, la batería de la Katana se situó detrás de la bahía de equipaje, para ayudar a mover el peso vacío en popa, y el barrido de ala se cambió de 1 grado en popa a sólo 0,5 grados hacia atrás para cambiar el centro de la elevación hacia adelante. Katanas anteriores tenían flaps articulados simples, pero en el peso máximo superior, aletas de ranura más sofisticadas fueron necesarias para poner la velocidad de pérdida de la normativa JAR-VLA-especifica a 45 nudos.
DA20 C-1 "Evolution"
Versión del C-1 sin ventanas traseras y propulsado por un motor Continental IO-240-B de 125 hp (93 kW). Es muy usado por las escuelas de vuelo para el entrenamiento de pilotos.
DA20 C-1 "Eclipse"
Versión del C-1 mejor equipada para uso privado con ventanillas traseras para mejor visibilidad. Propulsado por un motor Continental IO-240-B de 125 hp (93 kW)
DA20 C-1 "Falcon"
Versión para entrenamiento militar que usa el mismo motor, con instrumentos desplazados hacia el asiento derecho donde va el alumno. También dispone de un tanque de combustible más pequeño.

## Especificaciones técnicas

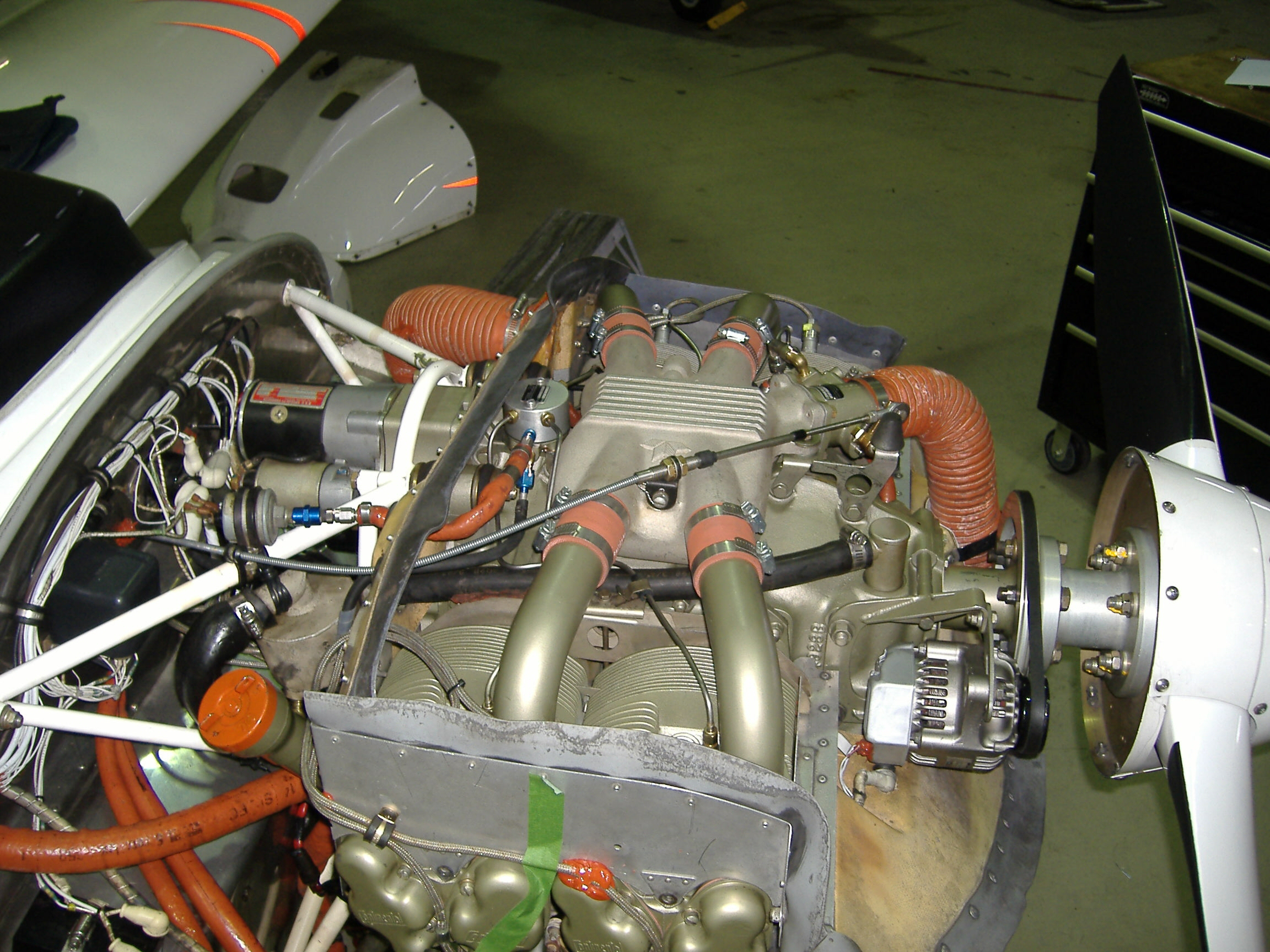
Motor Continental IO-240-B en una Diamond DA20-C1.

Referencia datos: 

### Características generales
- Tripulación: 1 piloto
- Capacidad: 1 pasajero
- Longitud: 7,2 m (23,5 ft)
- Envergadura: 10,9 m (35,7 ft)
- Altura: 2,2 m (7,2 ft)
- Superficie alar: 11,6 m² (125 ft²)
- Peso vacío: 529 kg (1165,9 lb)
- Peso útil: 221 kg (487,1 lb)
- Peso máximo al despegue: 800 kg (1763,2 lb)
- Planta motriz: 1×  Continental IO-240-B.
  - Potencia: 125hp
- Hélices: 1× hélice de paso fijo Sensenich o Hoffman por motor.Panel de instrumentos

### Rendimiento
- Velocidad nunca excedida (Vne): 164 kias
- Velocidad máxima operativa (Vno): 118 kias
- Velocidad crucero (Vc):  240
- Velocidad mínima controlable (Vmc):  196
- Alcance: 1013 km
- Techo de vuelo: 4000 m (13 123 ft)
- Régimen de ascenso: 4,2 m/s (827 ft/min)
- Carga alar: 64,6 kg/m² (13,2 lb/ft²)